# Schmöckwitz–Grünauer Uferbahn
| Linie 68 am Ufer des Langen Sees, 2008 |                      |                                                 |                                                 |
| Verlauf der Uferbahn |                      |                                                 |                                                 |
| Streckenlänge: | 7,8 km               |                                                 |                                                 |
| Spurweite: | 1435 mm (Normalspur) |                                                 |                                                 |
| Stromsystem: | 750 Volt =           |                                                 |                                                 |
| |                      |                                                 |                                                 |
| \| \| \| vom Schloßplatz Köpenick \| \| \| \| Waldschleife Grünau \| \| \| \| Endhaltestelle Cöpenicker Straßenbahn \| \| \| \| S-Bahnhof Grünau \| \| \| \| Grünau Staatsbahnhof \| \| \| \| Wieseneck \| \| \| \| Regattatribünen (ehem. Kaiserlicher Yachtclub) \| \| \| \| Regattastraße/Sportpromenade (ehem. Funkhaus) \| \| \| \| Gaststätte „Sportlerdenkmal“ \| \| \| \| Strandbad Grünau (ehem. Freibad Grünau) \| \| \| \| Bammelecke (Saisonhalt) \| \| \| \| Richtershorn \| \| \| \| Schappachstraße (bis 2012, ehem. Adlerweiche) \| \| \| \| ehem. Trasse, zuletzt Kehrgleis Schappachstraße \| \| \| \| Schappachstraße \| \| \| \| Lübbenauer Weg (ehem. Karolinenhof) \| \| \| \| Adlergestell/Vetschauer Allee \| \| \| \| ehem. Trasse bis 1925 \| \| \| \| Reifenwerk (ehem. Waldidyll) \| \| \| \| Zum Seeblick \| \| \| \| Goulbierstraße (bis 2012) \| \| \| \| Schmöckwitz (ehem. Endhaltestelle) \| \| \| \| Wagenhalle Schmöckwitz \| \| \| \| Alt-Schmöckwitz \| \| \| \| Wendeschleife Alt-Schmöckwitz \| |                      |                                                 |                                                 |
| U-Bahn-Strecke |                      | vom Schloßplatz Köpenick                        | vom Schloßplatz Köpenick                        |
| |                      | Waldschleife Grünau                             |                                                 |
| U-Bahn-Haltepunkt / Haltestelle Streckenanfang und quer (Strecke außer Betrieb) · U-Bahn-Abzweig geradeaus und ehemals nach rechts |                      | Endhaltestelle Cöpenicker Straßenbahn           | Endhaltestelle Cöpenicker Straßenbahn           |
| U-Bahn-Bahnhof mit S-Bahn-Halt |                      | S-Bahnhof Grünau                                | S-Bahnhof Grünau                                |
| U-Bahn-Haltepunkt / Haltestelle Streckenanfang und quer (Strecke außer Betrieb) · U-Bahn-Abzweig geradeaus und ehemals von rechts |                      | Grünau Staatsbahnhof                            | Grünau Staatsbahnhof                            |
| ehemaliger U-Bahn-Haltepunkt / Haltestelle |                      | Wieseneck                                       | Wieseneck                                       |
| U-Bahn-Haltepunkt / Haltestelle |                      | Regattatribünen (ehem. Kaiserlicher Yachtclub)  | Regattatribünen (ehem. Kaiserlicher Yachtclub)  |
| U-Bahn-Haltepunkt / Haltestelle |                      | Regattastraße/Sportpromenade (ehem. Funkhaus)   | Regattastraße/Sportpromenade (ehem. Funkhaus)   |
| ehemaliger U-Bahn-Haltepunkt / Haltestelle |                      | Gaststätte „Sportlerdenkmal“                    | Gaststätte „Sportlerdenkmal“                    |
| U-Bahn-Haltepunkt / Haltestelle |                      | Strandbad Grünau (ehem. Freibad Grünau)         | Strandbad Grünau (ehem. Freibad Grünau)         |
| U-Bahn-Haltepunkt / Haltestelle |                      | Bammelecke (Saisonhalt)                         | Bammelecke (Saisonhalt)                         |
| U-Bahn-Haltepunkt / Haltestelle |                      | Richtershorn                                    | Richtershorn                                    |
| ehemaliger U-Bahn-Haltepunkt / Haltestelle |                      | Schappachstraße (bis 2012, ehem. Adlerweiche)   | Schappachstraße (bis 2012, ehem. Adlerweiche)   |
| U-Bahn-Strecke von links (außer Betrieb) · U-Bahn-Abzweig geradeaus, ehemals nach rechts und ehemals von rechts |                      | ehem. Trasse, zuletzt Kehrgleis Schappachstraße | ehem. Trasse, zuletzt Kehrgleis Schappachstraße |
| U-Bahn-Haltepunkt / Haltestelle |                      | Schappachstraße                                 | Schappachstraße                                 |
| U-Bahn-Strecke (außer Betrieb) · U-Bahn-Haltepunkt / Haltestelle |                      | Lübbenauer Weg (ehem. Karolinenhof)             | Lübbenauer Weg (ehem. Karolinenhof)             |
| U-Bahn-Strecke (außer Betrieb) · U-Bahn-Haltepunkt / Haltestelle |                      | Adlergestell/Vetschauer Allee                   | Adlergestell/Vetschauer Allee                   |
| U-Bahn-Strecke nach links (außer Betrieb) · U-Bahn-Abzweig geradeaus und ehemals von rechts |                      | ehem. Trasse bis 1925                           | ehem. Trasse bis 1925                           |
| ehemaliger U-Bahn-Haltepunkt / Haltestelle |                      | Reifenwerk (ehem. Waldidyll)                    | Reifenwerk (ehem. Waldidyll)                    |
| U-Bahn-Haltepunkt / Haltestelle |                      | Zum Seeblick                                    | Zum Seeblick                                    |
| ehemaliger U-Bahn-Haltepunkt / Haltestelle |                      | Goulbierstraße (bis 2012)                       | Goulbierstraße (bis 2012)                       |
| ehemaliger U-Bahn-Haltepunkt / Haltestelle |                      | Schmöckwitz (ehem. Endhaltestelle)              | Schmöckwitz (ehem. Endhaltestelle)              |
| U-Bahn-Betriebs-/Güterbahnhof Streckenanfang und quer (Strecke außer Betrieb) · U-Bahn-Abzweig geradeaus und ehemals von rechts |                      | Wagenhalle Schmöckwitz                          | Wagenhalle Schmöckwitz                          |
| U-Bahn-Haltepunkt / Haltestelle |                      | Alt-Schmöckwitz                                 | Alt-Schmöckwitz                                 |
| |                      | Wendeschleife Alt-Schmöckwitz                   |                                                 |

Die Schmöckwitz–Grünauer Uferbahn (SGU) ist eine vormals eigenständige Straßenbahn im damaligen südöstlichen Umland Berlins. Sie umfasst eine etwa acht Kilometer lange Strecke von Grünau bis zum Ortskern der Landgemeinde Schmöckwitz.
Auf der am 9. März 1912 eröffneten Bahn verkehrten während der ersten drei Monate Benzol-Triebwagen, die danach durch elektrische Triebwagen abgelöst wurden. Im Zuge des Groß-Berlin-Gesetzes von 1920 wurde das Gebiet entlang der Strecke nach Berlin eingemeindet und die Bahn somit von der Berliner Straßenbahn übernommen. Mit dem Anschluss an das Netz 1925 übernahm die Linie 86, seit 1993 als Linie 68, die Bedienung der Strecke. Während der Olympischen Sommerspiele 1936 diente sie als Zubringer zu den Tribünen der Grünauer Regattastrecke.
Ab 2006 planten die Berliner Verkehrsbetriebe (BVG) mehrfach die Stilllegung der Bahn; deren Erhalt konnte aber im Mai 2011 gesichert werden. Die Uferbahn zählt zu den landschaftlich schönsten Straßenbahnstrecken Berlins.

## Geschichte

### Inselbetrieb
Schmöckwitz war seit 1874 über einen Haltepunkt an der Görlitzer Bahn an das preußische Eisenbahnnetz angeschlossen. Die Station lag an der Grenze zur Gemeinde Eichwalde und war etwa drei Kilometer vom Ortskern entfernt. Um eine bessere Anbindung an die Eisenbahn in Richtung Berlin zu erreichen, wurde 1902 das Projekt einer Straßenbahnverbindung von Schmöckwitz aus bekannt gegeben. Diese sollte jedoch nicht den direkten Weg nach Eichwalde nehmen, sondern entlang der Dahme nach Grünau führen. Diese Streckenführung erlaubte einerseits die Anbindung der am Langen See angesiedelten Regatta- und Yachtclubs, andererseits bestand so die Option einer Verbindung mit der Cöpenicker Straßenbahn, die ihr Netz 1909 um eine Strecke zum Staatsbahnhof Grünau erweiterte.
Anfang 1911 begannen die Bauarbeiten, die nach einem Dreivierteljahr abgeschlossen waren. Der zunächst vorgesehene elektrische Betrieb mit Oberleitung kam infolge von zahlreichen Protesten der Landgemeinde Grünau nicht zustande, da diese in der Oberleitung eine Verschandelung der Landschaft sah. Es wurde daher der Betrieb mit Benzol-Triebwagen erwogen. Die Eröffnung wurde trotz der fertigen Strecke auf das nächste Frühjahr verschoben, da die Uferbahn im Winter mit weniger Fahrgästen rechnete.

Personal der Schmöckwitz–Grünauer Uferbahn vor dem Benzoltriebwagen 2, 1912

Am 9. März 1912 erfolgte schließlich die Eröffnung der zunächst 7,8 Kilometer langen Strecke. Sie wurde von der Continentalen Eisenbahn-Bau- und Betriebs-Gesellschaft betrieben, nach 1914 von deren Nachfolger, der AG für Bahn-Bau und -Betrieb (BBB). Als Eigentümerin der Bahn zeichnete sich hingegen die Landgemeinde Schmöckwitz aus. Die Bahn war zunächst eingleisig und mit fünf Ausweichen ausgestattet, Signalanlagen waren nicht vorhanden. Von Grünau ging es zunächst zum Dahmeufer, von dort aus durch den Westteil Karolinenhofs auf das Adlergestell. Entlang des Adlergestells und der Berliner Straße als deren Fortsetzung (1958 in das Adlergestell einbezogen) ging es nach Schmöckwitz, wo sich kurz vor dem Ortskern die Endhaltestelle befand. An diese schloss sich die Betriebswerkstatt an. Das Verwaltungsgebäude der SGU befand sich am anderen Streckenende in Grünau direkt vor dem Empfangsgebäude des Bahnhofs.
Bereits nach kurzer Zeit zeigte sich, dass der Fahrgastandrang deutlich höher war als erwartet. Die Verwaltung sah sich daher veranlasst, die Bahn zu elektrifizieren. Die AEG begann ab dem 30. Mai 1912 mit der Montage der Fahrleitungsmasten. Rund zwei Monate später konnte der elektrische Betrieb am 27. Juli 1912 aufgenommen werden. Da noch keine eigenen Fahrzeuge zur Verfügung standen, lieh sich die SGU zunächst vier auf Lyrabügel umgerüstete Berolina-Triebwagen der Großen Berliner Straßenbahn. 1913 wurden diese durch fünf zweiachsige Triebwagen der Gottfried Lindner AG aus Ammendorf ersetzt und die GBS-Triebwagen zurückgegeben.

### Anschluss an das Berliner Straßenbahnnetz
Die Berliner Straßenbahn übernahm 1920 mehrere Straßenbahnbetriebe der ehemaligen Vororte, die nach dem Groß-Berlin-Gesetz eingemeindet wurden. Da der Betriebsführungsvertrag mit der Continentalen Eisenbahn-Bau- und Betriebsgesellschaft noch galt, erfolgte die Eingliederung in das Berliner Straßenbahnnetz erst vier Jahre später. Die Berliner Verkehrs-GmbH, eine Tochtergesellschaft der Berliner Straßenbahn, übernahm zum 1. Oktober 1924 die Konzession der Uferbahn. Dieser folgte am 20. Oktober 1924 eine Tarifgemeinschaft mit der Berliner Straßenbahn und die Einführung der Liniennummer 186 für die Verbindung vom Bahnhof Grünau nach Schmöckwitz.
Am 1. März 1925 löste sich die Berliner Verkehrs-GmbH wieder auf und die Uferbahnstrecke ging in das Eigentum der Berliner Straßenbahn über. Nach der Übernahme begann diese mit dem zweigleisigen Ausbau der Strecke. Da die Siedlung Karolinenhof gleichzeitig nach Osten erweitert wurde, erhielt die Strecke eine neue Führung durch dieses Gebiet. Die Oberleitung wurde von Bügel- auf Rollenstromabnehmer umgebaut. Am Bahnhof Grünau erfolgte der Einbau einer Gleisverbindung zwischen der Uferbahnlinie 186 und der Linie 86, vormals Linie 2 der Städtischen Straßenbahn Cöpenick. Am 15. Mai 1926 wurden beide Linien zu einer durchgehenden Linie 86 vom Bahnhof Cöpenick nach Schmöckwitz vereint. Der Straßenbahnhof in Schmöckwitz wurde mit der Vereinigung geschlossen; seine Aufgaben übernahm der Betriebshof Cöpenick. Im Anschluss an die Kuppelendstelle Schmöckwitz entstand eine Wendeschleife.

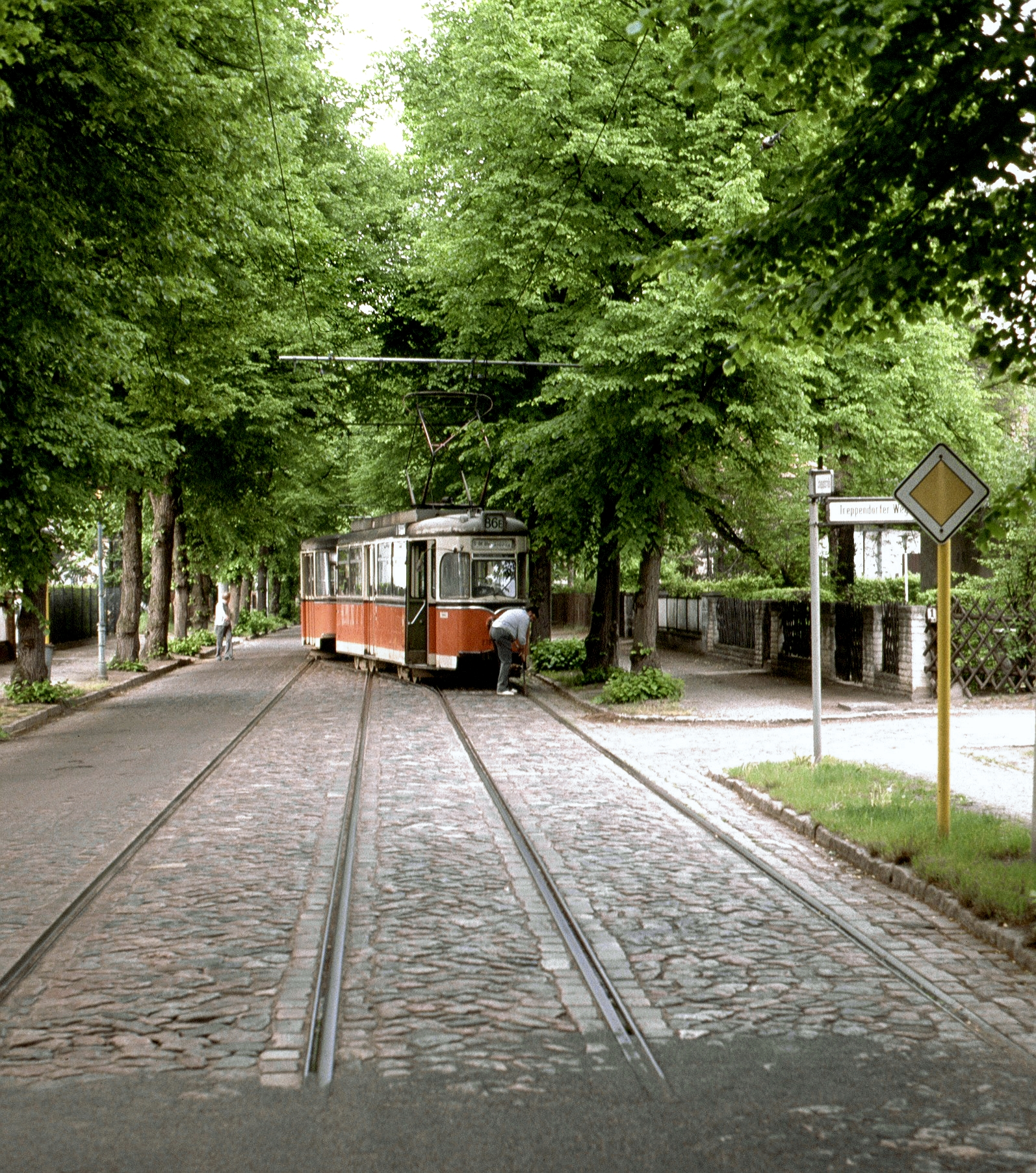
Für Verstärkerfahrten anlässlich der Olympischen Sommerspiele 1936 richtete die BVG eine Kehranlage in der Schappachstraße ein, 1990

Bis Anfang der 1930er endeten die Verstärkerfahrten am Strandbad Grünau. Nachdem es dort zu einer Flankenfahrt kam und zwei Triebwagen schwer beschädigt wurden, richtete die BVG 1936 anlässlich der Olympischen Spiele in Berlin eine Kuppelendstelle in der Schappachstraße ein. Neben den Ausflugsverstärkern endeten hier auch die Verstärkerzüge zu den Regattatribünen. Westlich der Haltestelle Regattatribünen entstand eine Hilfshaltestelle, um die Züge dort aufstellen zu können.

### Entwicklung nach 1945

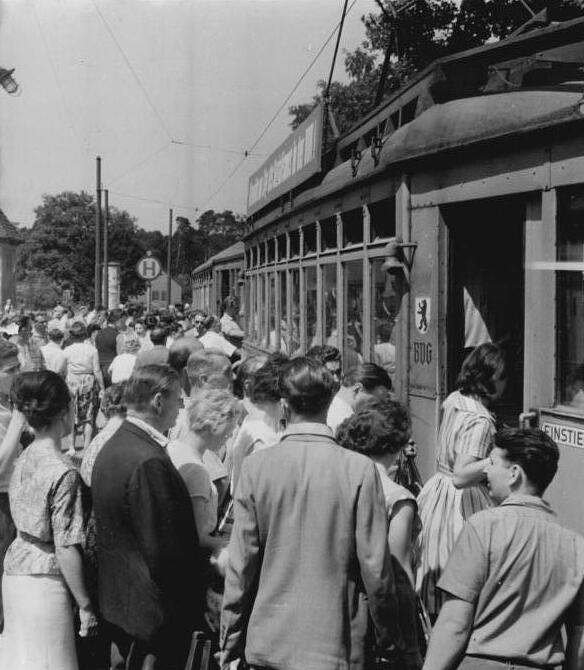
Fahrgastandrang am S-Bahnhof Grünau, 1961

Während des Zweiten Weltkriegs konnte der Straßenbahnverkehr bis April 1945 aufrechterhalten werden. Die Sprengung der Grünauer Brücke in der nördlichen Regattastraße durch Wehrmachtstruppen führte schließlich zur Betriebseinstellung, da keine durchgehende Strecke mehr zur Verfügung stand. Am 27. Oktober 1945 wurde zunächst der Betrieb zwischen S-Bahnhof Grünau und Schmöckwitz wieder aufgenommen, wobei die Wendeschleife in Schmöckwitz noch nicht genutzt wurde. Zuvor waren einige Triebwagen per Tieflader auf den isolierten Abschnitt gebracht und die Wagenhalle in Schmöckwitz als Hilfsdepot reaktiviert worden. Die Wiedereröffnung des nördlichen Abschnitts der Linie 86 zwischen S-Bahnhof Köpenick und der Grünauer Brücke erfolgte am 24. Juni 1946; gleichzeitig wurde der Südast vom S-Bahnhof bis zur Grünauer Brücke verlängert. Der durchgehende Betrieb konnte ab dem 12. August 1948 wieder aufgenommen werden, die Linie wurde zudem über den Bahnhof Köpenick hinaus bis Mahlsdorf-Süd, Hubertus verlängert.
In den folgenden Jahren wurde die abseits gelegene Strecke für Probefahrten verschiedener Neubaufahrzeuge genutzt. In Vorbereitung für den Einsatz von Großraumzügen wurden mehreren Umbauten an der Strecke durchgeführt. Am 24. Mai 1951 ging in der Wassersportallee eine aus beiden Fahrtrichtungen befahrbare Wendeschleife, die so genannte Waldschleife, in Betrieb. Etwa ein halbes Jahr darauf, am 15. Oktober 1951, wurde die Linie 86 auf den Betrieb mit Bügelstromabnehmern umgerüstet sowie die Fahrleitungsmasten von der Mittellage in Randlage umgesetzt. Der Abschnitt Goulbierstraße – Schmöckwitz musste wegen des geringen Gleismittenabstandes auf dem Adlergestell auf ein Gleis zurückgebaut werden. Im Folgejahr ging die Wendeschleife Schmöckwitz wieder in Betrieb. Ab dem 30. November 1953 kam der Einrichtungs-Großraumzug 8001/3001 zum Einsatz, der wegen seiner Überbreite von 2,5 Metern nur auf der Uferbahn verkehren konnte. Ab 1958 ergänzte ihn der Großraumzug 8002/3002.
Die Linie 86 wurde 1970 von Mahlsdorf-Süd zum S-Bahnhof Köpenick aufgehoben, die Verstärker der Linie 86E verkehrten fortan nur zwischen Mai und Oktober und an den Wochenenden. 1973 wurde bei der Neuordnung des Nachtverkehrs die Bedienung durch die Linie 124 nach Rahnsdorf übernommen. In den Jahren 1980 und 1981 erfolgte eine umfangreiche Erneuerung des Oberbaus und der Oberleitungsanlagen; die Kuppelendstelle Schappachstraße wurde in ein Wendedreieck umgebaut, damit dort fortan auch Einrichtungswagen wenden konnten. Es gab auch Überlegungen, das Berliner Reifenwerk für den Straßenbahn-Güterverkehr mit einem Anschlussgleis zu versehen; das Vorhaben wurde jedoch wieder verworfen.

### Zwischen Sanierung und Stilllegung
Nach 1990 verlor die Linie 86, seit dem 23. Mai 1993 als Linie 68 bezeichnet, zunehmend an Bedeutung. Die nur noch rund 1000 Fahrgäste täglich machten einen wirtschaftlichen Betrieb unmöglich, so dass 2006 eine Verkürzung bis zum Strandbad Grünau zur Debatte stand. Der restliche Abschnitt nach Schmöckwitz sollte stattdessen mit Omnibussen direkt über das Adlergestell betrieben werden. Hauptgrund für die vorgesehene Einstellung war die notwendige Reparatur der veralteten Gleisanlagen; die Kosten hierfür beliefen sich nach ursprünglicher Aussage auf rund vier Millionen Euro. Nach Kritik seitens der Anwohner lenkte die BVG ein und garantierte nach einer Notsanierung in Höhe von 600.000 Euro den Betrieb bis zur Abschreibung der Strecke 2011.
Für die vollständige Sanierung der Uferbahn wurden die Kosten zunächst auf rund 18 Millionen Euro geschätzt, da die Strecke auf größeren Abschnitten durch ein Trinkwasserschutzgebiet verläuft. Da diese Zahlen gegenüber dem vorher veranschlagten Wert höher ausfielen, stand die Stilllegung der Bahn erneut zur Debatte. Die Bevölkerung reagierte mit mehreren Protesten gegen eine geplante Stilllegung, Höhepunkt dieser Aktionen war die Bildung einer Menschenkette entlang der Bahn am 9. April 2011.
Der Berliner Senat erklärte sich zunächst bereit, einen Anteil von 9,8 Millionen Euro zu übernehmen. Im Mai 2011 entschied die Senatsverwaltung für Stadtentwicklung, der BVG die Kosten in Höhe von über 20 Millionen Euro zu erstatten. Die Sanierung sollte teilweise mit Geldern bezahlt werden, die der Berliner S-Bahn für die Ausfälle ihrer Züge vorenthalten werden.
Ab Mai 2012 wurde die Strecke über zwei Jahre in mehreren Bauabschnitten saniert. In den Sommermonaten war ein eingleisiger Pendelverkehr vorgesehen, während zeitgleich das andere Gleis saniert wurde. Allerdings stellte der Aufsichtsrat die Bedingung, dass die Kosten noch einmal geprüft werden. Die ersten beiden Bauabschnitte zwischen Strandbad Grünau und Schmöckwitz ließ die BVG von April bis Oktober 2012 sanieren. Die 100-Jahr-Feier wurde während der Bauarbeiten am 16. Juni 2012 mit dem Einsatz mehrerer historischer Straßenbahnzüge begangen. Die Strecke erhielt auf einer Länge von rund 2,3 Kilometern ein Rasengleis sowie behindertengerecht ausgebaute Haltestellen. Die Begrünung ließ der Betrieb nach kurzer Zeit wieder entfernen, nachdem Wildschweine den Rasen stellenweise zerwühlten. Er sollte im Frühjahr 2013 mit zusätzlichen Rasengittersteinen neu verlegt werden.
Im Zuge der Bauarbeiten war die Endhaltestelle mit der Wendeschleife in Alt-Schmöckwitz 2013 nicht in Betrieb. Zur Abwicklung des Personenverkehrs wurde an der Haltestelle Zum Seeblick ein Gleisdreieck angelegt. Seit Abschluss der Bauarbeiten am 5. Dezember 2013 fährt die Linie 68 wieder bis zur Endhaltestelle Alt-Schmöckwitz. Hier ist jetzt auch ein barrierefreier Zustieg in Niederflurwagen möglich. Die BVG nahm die Haltestelle Reifenwerk nach Abschluss der Arbeiten nicht wieder in Betrieb. Die neu eingerichtete Haltestelle Bammelecke am gleichnamigen Strand des Langen Sees wird nur saisonal bedient.

## Infrastruktur

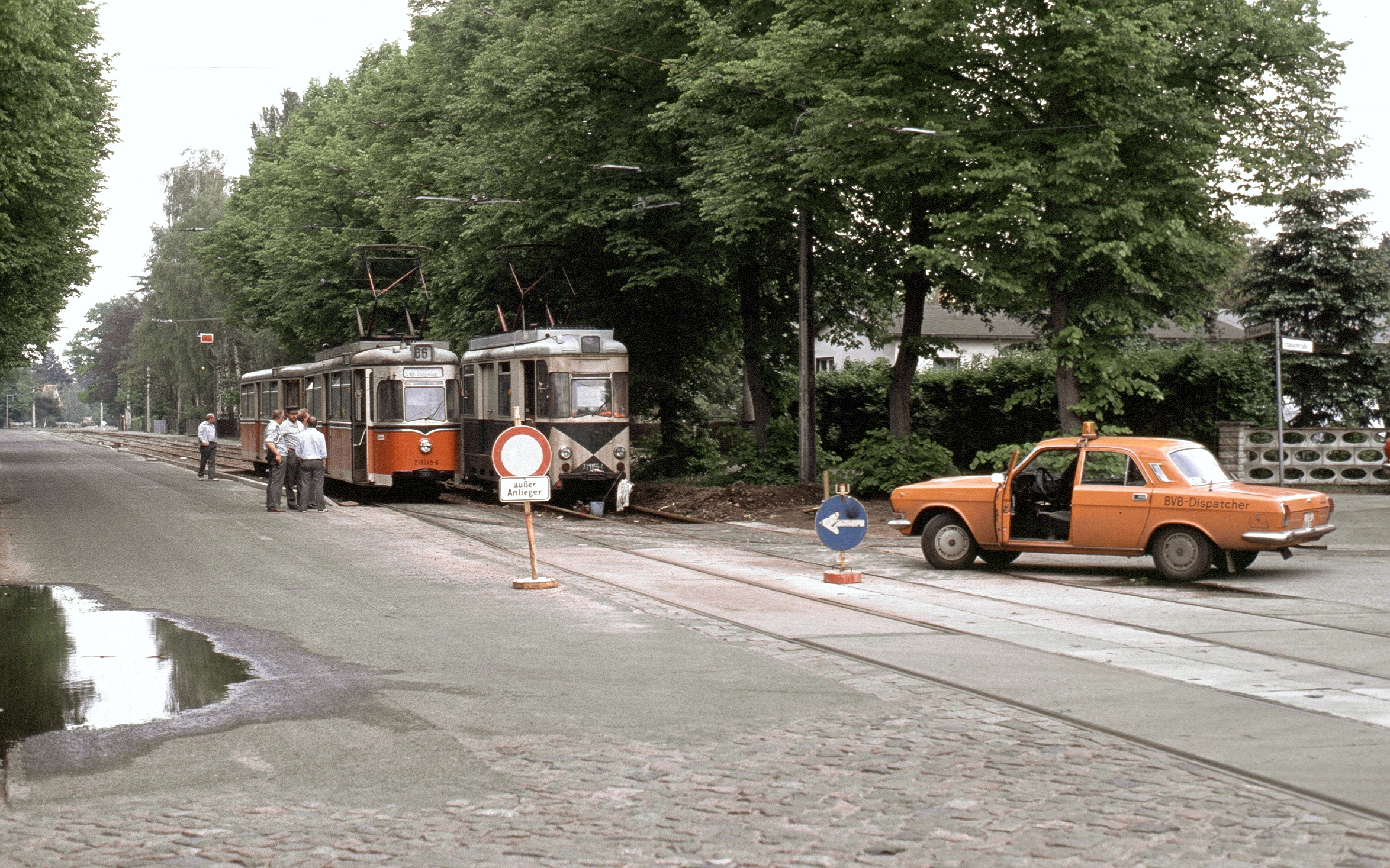
Gothazug und Arbeitswagen auf der seit 1925 befahrenen Strecke durch die Vetschauer Allee, 1990

### Streckenbeschreibung
Die Linie 68 beginnt in Köpenick und führt über die Grünauer Straße, die Regattastraße und die Wassersportallee zum S-Bahnhof Grünau am Adlergestell, dem Ausgangspunkt der ursprünglichen Uferbahn. Die frühere Endhaltestelle befand sich auf der westlichen Straßenseite direkt vor dem Bahnhofsgebäude. Sie wurde zwischen 1909 und 1911 von den Linien der Cöpenicker Straßenbahn bedient. Bis 1973 stand dort auch ein Abfertigungsgebäude der Uferbahn mit angeschlossenem Restaurant, das Gelände dient seitdem als Parkplatz. Mit der Verbindung beider Straßenbahnstrecken wurde die gemeinsame Haltestelle auf der gegenüberliegenden Straßenseite eingerichtet, ein doppelter Gleiswechsel diente bis in die 1990er Jahre zum Kehren der Einsetzer. Nordöstlich schließt sich die von Schmöckwitz aus befahrbare Wendeschleife Wassersportallee an.
Die Bahn führt zunächst entlang der Straße An der Uferbahn durch den Grünauer Forst bis zum Langen See, von dort aus entlang der Regattastraße, an der sich parallel zur Bahntrasse die Grünauer Regattastrecke mit den Zuschauertribünen, verschiedene Bootshäuser und das Funkhaus Grünau befinden. Am Übergang der Regattastraße zur Sportpromenade befand sich bis 1973 das Sportdenkmal, an dessen Stelle Ende der 1970er Jahre das Bootshaus des SC Berlin-Grünau errichtet wurde. Im Anschluss daran erstreckt sich das Strandbad Grünau. Die Uferbahn führt weiter entlang der Sportpromenade über Richtershorn zur Siedlung Karolinenhof. Die ursprüngliche Strecke bog im westlichen Teil der Siedlung in die Schappachstraße ein und führte entlang der südlichen Besiedlungsgrenze zum Adlergestell. In Karolinenhof war eine Ausweiche eingerichtet. Mit der Verlegung der Bahn erhielt sie einen zweigleisigen, größtenteils unabhängigen Bahnkörper südlich der Fahrbahn der Vetschauer Allee. Nach der Vetschauer Allee führt die Strecke auf das Adlergestell, zunächst in Mittellage auf einem unabhängigen Bahnkörper; hinter dem Berliner Reifenwerk sind die Gleise in den Straßenbelag eingelassen. Dieser straßenbündige Abschnitt wurde 1984 als letzter entlang der Uferbahn zweigleisig ausgebaut. Auf Höhe des Beutenwegs befand sich die alte Endhaltestelle. 1926 wurde die Strecke bis zur Straße Alt-Schmöckwitz verlängert, in der die heutige Wendeschleife liegt. Zwischen der alten und der neuen Endhaltestelle befindet sich das ehemalige Depot der Uferbahn, das nur über eine Kehrfahrt von Alt-Schmöckwitz aus erreicht werden konnte.

### Betriebshof

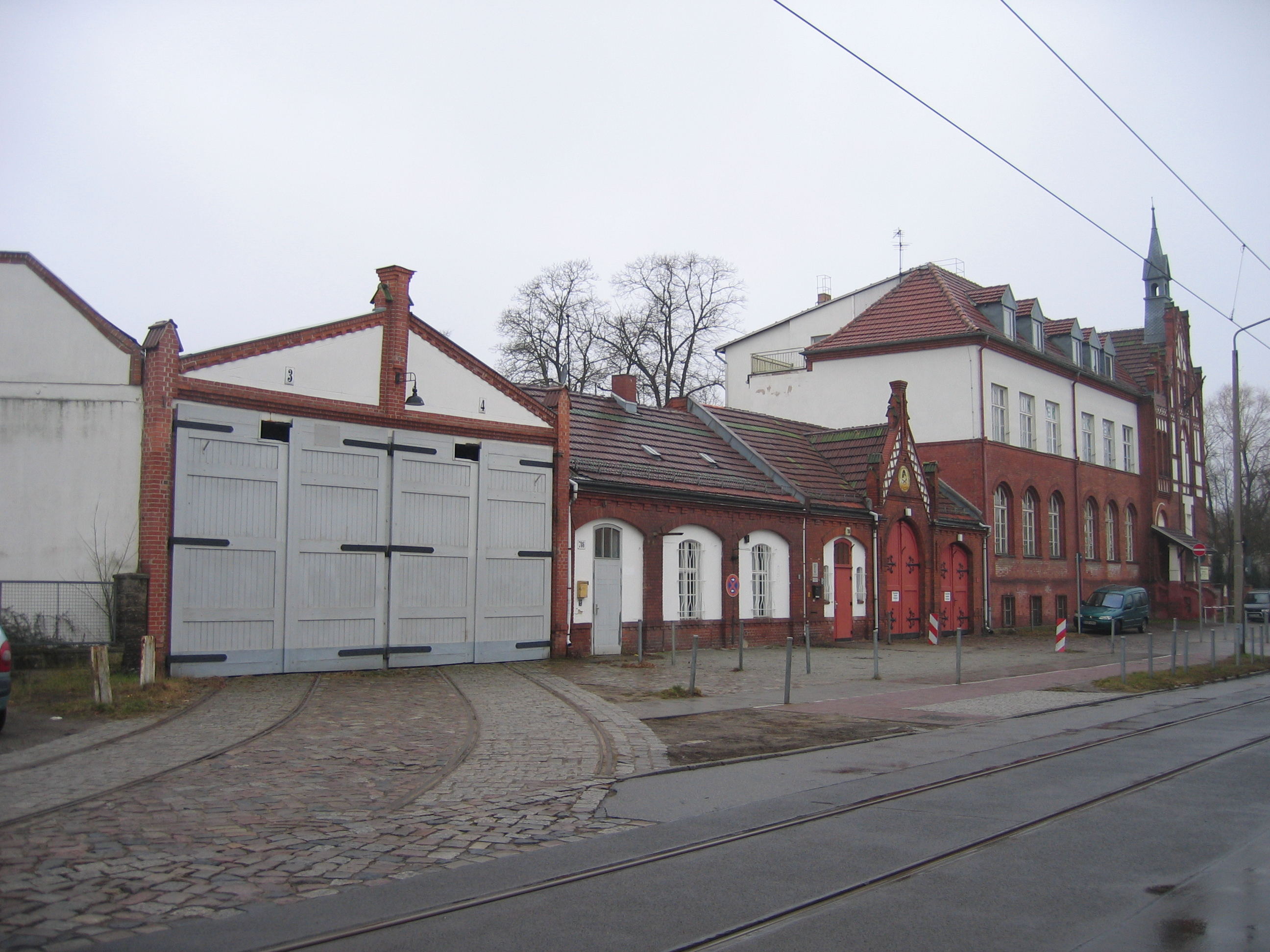
Wagenhalle Schmöckwitz vor dem Brand, Februar 2008

Die Wagen wurden im Betriebshof Schmöckwitz gewartet. Dieser befindet sich etwa gegenüber der Einmündung Wernsdorfer Straße, unmittelbar vor der Wendeschleife. Zum Einrücken mussten die Fahrzeuge zunächst vorfahren und dann in das Depot zurückdrücken. Ab 1912 standen zunächst vier Gleise in zwei Hallen zur Verfügung. Nach Einrichtung der Wendeschleife 1926 konnten die beiden südlichen Gleise 1 und 2 aufgrund der geringen Gleisradien bis zur Wendeschleife nicht genutzt werden. Das Depot wurde geschlossen, seine Aufgaben übernahm der Betriebshof Köpenick. Die südliche Halle wurde in ein Bootshaus umgewandelt. Den nördlichen Teil nutzte zunächst der Katastrophenschutz, später zog die Freiwillige Feuerwehr Schmöckwitz in die Anlage ein.
Ab 1945 diente der Betriebshof Schmöckwitz als Hilfsdepot 21 zur Wartung der Fahrzeuge, die auf dem vom Restnetz abgetrennten Streckenstück der Uferbahn verkehrten. Die in den 1950er Jahren getesteten Großraumzüge wurden ebenfalls dort untergestellt. Ab September 1973 diente die zweigleisige Halle als Werkstatt des Denkmalpflege-Vereins Nahverkehr Berlin (DVN), der dort seine historischen Fahrzeuge wartete. Die Anlage blieb weiterhin im Besitz der BVG. 2006 musste der DVN ausziehen, weil die BVG die Halle als Bootshaus verkaufen wollte. Die Fahrzeuge wurden zum Betriebshof Niederschönhausen verlegt, wo mehr Abstellmöglichkeiten bestanden. Die Oberleitung wurde anschließend demontiert und die Zufahrtsweichen entfernt. Zwei Jahre später brannte das Depot am 30. August 2008 aus. Der dort noch aufbewahrte fahruntüchtige Triebwagen 4305 vom Typ TF 21 S wurde dabei zerstört. Im Herbst 2022 wurden die Ruine und das Fahrzeugwrack beseitigt.

## Fahrzeugeinsatz
Die eigenständige Schmöckwitz-Grünauer Uferbahn besaß während ihres Bestehens insgesamt 14 Straßenbahnfahrzeuge, davon acht Trieb- und sechs Beiwagen. Drei Triebwagen mit Benzolantrieb wurden kurz nach der Elektrifizierung abgestellt und verkauft, die übrigen Fahrzeuge gingen in den Bestand der Berliner Straßenbahn über.

### Benzoltriebwagen 1–3

Heckansicht des Benzoltriebwagens 2, 1912

Die Siemens-Schuckertwerke lieferten 1912 drei je 7,9 Meter lange Benzoltriebwagen aus. Die zweiachsigen Wagen hatten halboffene Plattformen und vier Seitenfenster in der Anordnung kurz–lang–lang–kurz. An den Wagenenden waren Schilder mit den Zielorten Grünau und Schmöckwitz angebracht. Linienverlaufstafeln mit dem Schriftzug Schmöckwitz-Grünauer Uferbahn über Carolinenhof an den Wagenseiten ergänzten die Informationen. An den dunkel lackierten Schürzen sowie an den Wagenenden waren die Wagennummern angebracht, mittig an den Seitenwänden ferner das Siegel der Landgemeinde Schmöckwitz. Darunter stand der Betreibername Continentale Eisenbahn-Bau und Betriebs-Gesellschaft.
Die Wagen wurden 1914 an die Städtische Bahn Cuxhaven verkauft. 1921 kamen sie zur Moerser Kreisbahn. Vom Wagen 3 ist bekannt, dass er bis 1952 noch vorhanden war.

### Triebwagen 1–5

Triebwagen 5 vor der Auslieferung in Ammendorf, 1913

Nach der Elektrifizierung kamen zwischenzeitlich die vier Berolina-Wagen 2320, 2322, 2348 und 2376 der Großen Berliner Straßenbahn zum Einsatz. 1913 lieferte Lindner fünf Triebwagen mit geschlossenen Plattformen. Die zweiachsigen Triebwagen mit den Nummern 1 bis 5 waren bis zur Linienzusammenlegung auf der Uferbahn im Einsatz. 1924 wurden sie mit den Nummern 4351 bis 4355 versehen. 1926 veranlasste die Berliner Straßenbahn-Betriebs-GmbH den Umbau der Wagen, bei dem die Fahrzeugfronten mit der Berliner Einheitsplattform versehen, die Schleifbügel durch Rollenstromabnehmer ersetzt, die Fensteranordnung geändert und die Luftdruck- durch eine elektrische Kurzschlussbremse ersetzt wurden. Wagen 4351 war kurz zuvor vermutlich nach einem Unfallschaden ausgemustert worden.
Die Wagen 4353 und 4355 wurden nach dem Zweiten Weltkrieg nicht wieder in Betrieb genommen und ausgemustert. Wagen 4352 und 4354 gingen 1955 nach Dessau und wurden dort 1961 ausgemustert.

### Beiwagen 21 und 22
Die zweiachsigen Beiwagen 21 und 22 standen seit der Eröffnung 1912 zur Verfügung und waren für den ganzjährigen Einsatz vorgesehen. Wegen ihrer für das Berliner Straßenbahnnetz zu großen Breite wurden sie 1926 ausgemustert. Kurz zuvor erhielten sie noch die Wagennummern 1541II und 1542II.

### Beiwagen 23–26
Vornehmlich für den Ausflugsverkehr in den warmen Jahreszeiten standen mit der Eröffnung auch vier vierachsige Beiwagen mit offenen Plattformen zur Verfügung. 1925 erhielten sie die neuen Wagennummern 1543II bis 1546II. Wie auch die zweiachsigen Beiwagen waren die Vierachser überbreit und wurden 1926 außer Betrieb gestellt. Die Wagen 1543II (ex 25) und 1544II (ex 26) wurden 1929 an die Osthavelländischen Kreisbahnen verkauft, wo sie unter den Nummern Tw-A 1 und Tw-A 2 weiter verkehrten.

### Fahrzeugeinsatz ab 1926

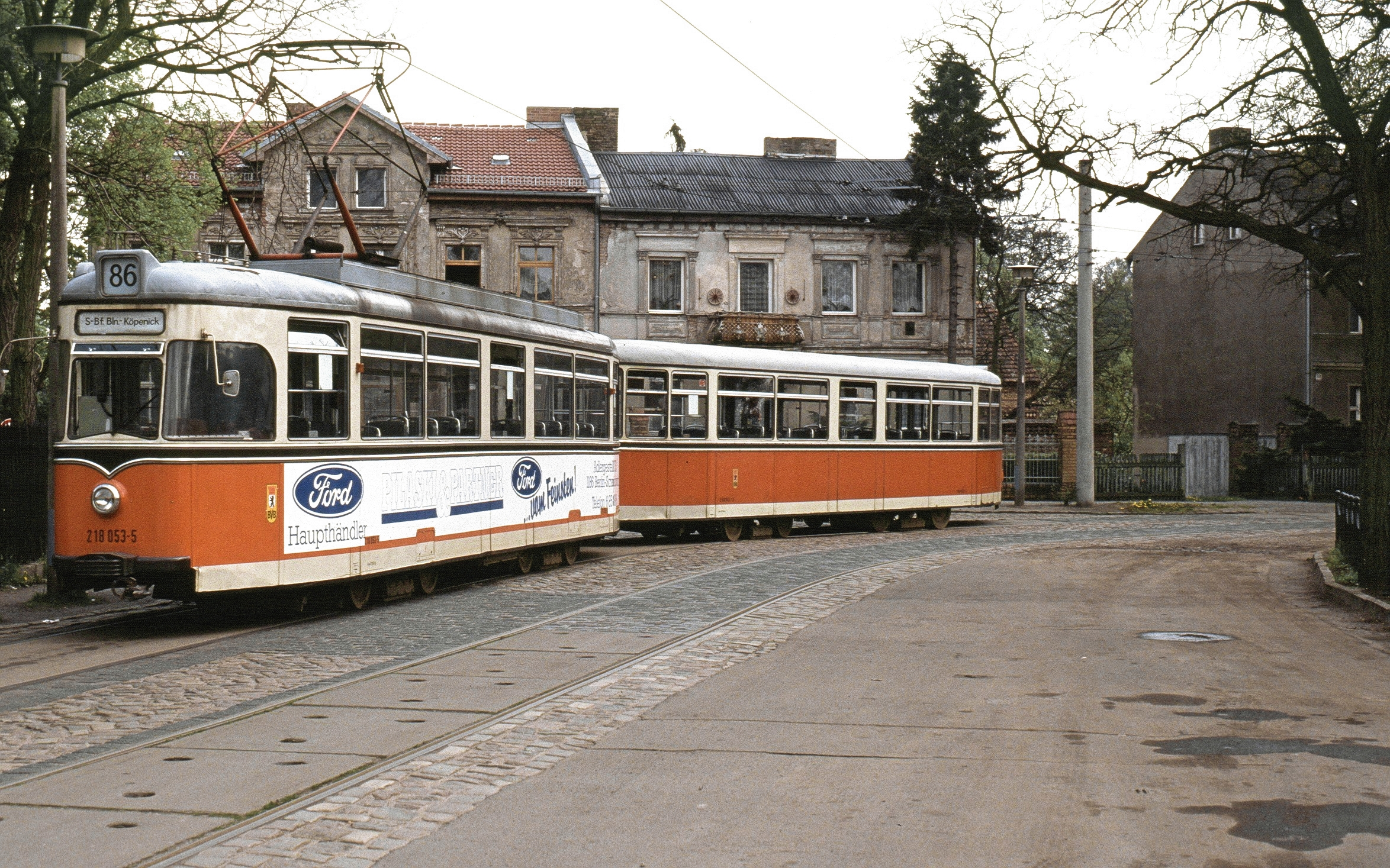
TDE/BDE 61 an der Endhaltestelle Schmöckwitz, 1991

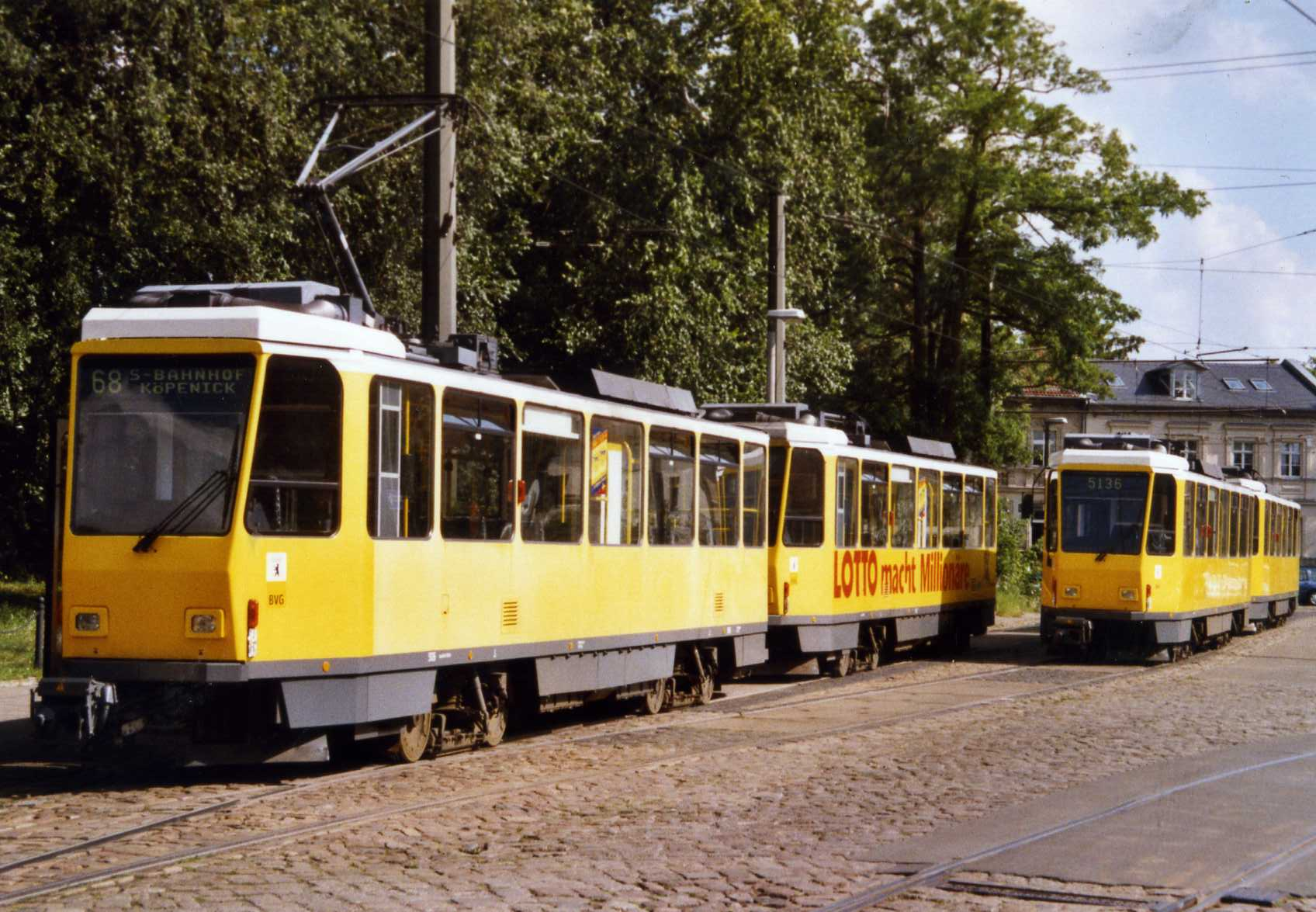
T6A2-Züge in der Wendeschleife Alt-Schmöckwitz, 2003

Die Uferbahn erhielt mit dem Anschluss in Grünau zunächst zwei vierachsige Beiwagen der ehemaligen Teltower Kreisbahnen und einen zweiachsigen Triebwagen, der sowohl mit einem Rollenstromabnehmer als auch mit einem Schleifbügel ausgestattet war.
Nach Zusammenlegung der Linien 186 und 86 kamen vorrangig vierachsige Triebwagen zum Einsatz, da diese für den starken Ausflugsverkehr besser geeignet waren als die Zweiachser. Später war die Bahn Versuchsstrecke für die beiden Großraumwagenzüge TDE 52 und TDE 58 sowie den Lenkdreiachs-Beiwagen BEL 50. Die Wagen vom Typ TDE 61 kamen ab 1962 regelmäßig auf der Linie 86 zum Einsatz. Nach deren Ausmusterung 1996 gelangten zunächst Tatra-Straßenbahnwagen des Typs T6A2D, später des Typs KT4D zum Einsatz. Seit dem Fahrplanwechsel 2012 kommen vorrangig die Niederflurwagen des Typs GT6N zum Einsatz, nachdem diese zuvor bereits sporadisch verkehrten. Während der Hauptverkehrszeiten werden sie von solo fahrenden KT4D unterstützt.
| Baujahr | Hersteller | Nummern      | ab 1924       | Verbleib |
| ------- | ---------- | ------------ | ------------- | --- |
| 1912    | SSW        | 1–3          |               | zweiachsige Benzoltriebwagen 1914 nach Cuxhaven verkauft |
| 1913    | Lindner    | 1II–3II, 4+5 | 4351–4355     | zweiachsige geschlossene Triebwagen 1926 Einheitsplattformen eingebaut, 4351 ausgemustert 4353, 4355 Kriegsverlust 4352, 4355 1955 nach Dessau abgegeben und 1960 ausgemustert |
| 1912    |            | 21–22        | 1541II+1542II | zweiachsige geschlossene Beiwagen 1926 ausgemustert |
| 1912    |            | 23–26        | 1543II–1546II | vierachsige offene Beiwagen 1545II, 1546II (ex 23, 24) 1926 ausgemustert 1543II, 1544II (ex 25, 26) 1926 abgestellt und 1929 an die OKB verkauft                               |